# Edward Hussey
Edward Hussey (* 20. Jh.) ist ein britischer Klassischer Philologe und Philosophiehistoriker.
Hussey hat als Schüler unter anderem von G. E. L. Owen einen M.A. in Classical Studies in Oxford erworben. Von 1962 bis 1969 war er ein Prize Fellow am All Souls College der Universität Oxford und bis zum Eintritt in den Ruhestand 2007 ebendort Extraordinary Research Fellow in antiker griechischer Philosophie. Er bleibt dem All Souls College als Emeritus Fellow verbunden.
Hussey arbeitet zu den Vorsokratikern (besonders zu Parmenides und Heraklit) sowie zu Aristoteles’ Naturwissenschaft. Zu den Büchern III und IV von dessen Physik legte er eine kommentierte Übersetzung in der Clarendon Aristotle Series vor. Auch zum Derveni-Papyrus veröffentlichte er einen Beitrag.

## Schriften (Auswahl)
- Aristotle on earlier natural science. In: Christopher Shields (Hrsg.), The Oxford Handbook of Aristotle. Oxford University Press, Oxford 2012, S. 17–45.
- Parmenides on Thinking. In: Richard A. H. King (Hrsg.), Common to Body and Soul. Philosophical Approaches to Explaining Living Behaviour in Greco-Roman Antiquity. De Gruyter, Berlin 2006, S. 11–30.
- The Enigmas of Derveni. In: Oxford Studies in Ancient Philosophy 17, 1999, S. 303–324.
- Heraclitus. In: Anthony A. Long (Hrsg.), The Cambridge Companion to Early Greek Philosophy. Cambridge University Press, Cambridge 1999, S. 88–112. Deutsche Übersetzung: Heraklit. In: Anthony A. Long (Hrsg.), Handbuch Frühe Griechische Philosophie. Von Thales bis zu den Sophisten. Aus dem Englischen von Karlheinz Hülser. J. B. Metzler, Stuttgart / Weimar 2001, S. 80–101.
- Aristotle. Physics, Books III–IV. Translated with Introduction and Notes (Clarendon Aristotle Series). Clarendon Press, Oxford 1983, new impression with corrections and additions 1993, (Digitalisat).
- The Presocratics. Scribner, New York 1972.